# Gjøvik Olympiske Fjellhall
Gjøvik Olympiske Fjellhall, també conegut només amb el nom de Fjellhallen, és un complex esportiu situat a la ciutat de Gjøvik (Noruega) dedicat a la pràctica de l'hoquei sobre gel.
Construït l'any 1993 amb una capacitat per a 5.800 persones, durant la realització dels Jocs Olímpics d'Hivern de 1994 celebrats a Lillehammer allotjà part de la competició d'hoquei sobre gel.